# Adolf Tortilowicz von Batocki-Friebe
Adolf Max Johannes Otto von Batocki-Friebe (31 de julho de 1868 – 22 de maio de 1944; Oblast de Kaliningrado) foi um político da Prússia. Serviu como líder do Kriegsernährungsamt.